# Перепелиця Денис Сергійович
Дени́с Сергі́йович Перепели́ця (13 квітня 1989 — 19 травня 2015) — солдат Збройних сил України.

## Життєвий шлях
Закінчив Новокаховську ЗОШ, працював водієм на місцевому підприємстві. Згодом вирушив на працю до Дніпропетровської області.
У часи війни — розвідник, 53-тя окрема механізована бригада.
19 травня близько полудня поруч із селом Катеринівка військовики помітили рух у лісопосадці в напрямі Стахановця біля самої лінії розмежування та вирушили на розвідку. Біля села знайшли покинуті позиції терористів. Повертаючись на мікроавтобусі з розвідки, загін потрапив у засідку. Загинув у бою, терористи обстріляли з мінометів та гармат зі сторони Первомайська й Стаханова, тоді також полягли старший лейтенант Олег Булатов, Вадим Савчак та Микола Щуренко, 2 вояків зазнали поранень.
Без Дениса лишились батьки, брат, сестра, дружина.
23 травня 2015-го похований в місті Нова Каховка з військовими почестями.

## Нагороди та вшанування
- Указом Президента України № 50/2020 від 11 лютого 2020 року, за особисту мужність і самовіддані дії, виявлені у захисті державного суверенітету та територіальної цілісності України, нагороджений орденом «За мужність» III ступеня (посмертно).
- 18 травня 2016-го в Новокаховській ЗОШ № 10 відкрито пропам'ятну дошку випускнику Сергію Перепелиці.
- медаль УПЦ КП «За жертовність і любов до України» (посмертно).